# Patrick Limongi
Pour les articles homonymes, voir Limongi.
Pas d'image ? Cliquez ici

a Compétitions nationales et continentales officielles uniquement.

b Matchs officiels uniquement.
Patrick Limongi, né le 16 avril 1960 à Carcassonne, est un joueur français de rugby à XIII évoluant au poste d'arrière dans les années 1980 et 1990.
Il fait sa carrière au sein du club de Carcassonne remportant avec celui-ci le Championnat de France en 1992 et la Coupe de France en 1990. Il compte également trois sélections en équipe de France lors de la saison 1992 prenant part à une rencontre de la Coupe du monde.

## Palmarès
- Collectif :
  - Vainqueur du Championnat de France : 1992 (Carcassonne).
  - Vainqueur de la Coupe de France : 1990 (Carcassonne).
  - Finaliste du Championnat de France : 1990 (Carcassonne).

### Détails en sélection
| Matchs internationaux de Patrick Limongi avec l'équipe de France | Matchs internationaux de Patrick Limongi avec l'équipe de France | Matchs internationaux de Patrick Limongi avec l'équipe de France | Matchs internationaux de Patrick Limongi avec l'équipe de France | Matchs internationaux de Patrick Limongi avec l'équipe de France | Matchs internationaux de Patrick Limongi avec l'équipe de France | Matchs internationaux de Patrick Limongi avec l'équipe de France | Matchs internationaux de Patrick Limongi avec l'équipe de France | Matchs internationaux de Patrick Limongi avec l'équipe de France | Matchs internationaux de Patrick Limongi avec l'équipe de France | Matchs internationaux de Patrick Limongi avec l'équipe de France | Matchs internationaux de Patrick Limongi avec l'équipe de France |
|                                                                  | Date                                                             | Adversaire                                                       | Résultat                                                         | Compétition                                                      | Poste                                                            | Points                                                           | Essais                                                           | Pen.                                                             | Drops                                                            |                                                                  |                                                                  |
| ---------------------------------------------------------------- | ---------------------------------------------------------------- | ---------------------------------------------------------------- | ---------------------------------------------------------------- | ---------------------------------------------------------------- | ---------------------------------------------------------------- | ---------------------------------------------------------------- | ---------------------------------------------------------------- | ---------------------------------------------------------------- | ---------------------------------------------------------------- | ---------------------------------------------------------------- | ---------------------------------------------------------------- |
| 1.                                                               | 16 février 1992                                                  | Grande-Bretagne Perpignan                                        | 12-30                                                            | Test-match                                                       | Arrière                                                          | -                                                                | -                                                                | -                                                                | -                                                                |                                                                  |                                                                  |
| 2.                                                               | 7 mars 1992                                                      | Grande-Bretagne Hull                                             | 0-36                                                             | Coupe du monde                                                   | Arrière                                                          | -                                                                | -                                                                | -                                                                | -                                                                |                                                                  |                                                                  |
| 3. 4                                                             | 22 mars 1992 18 Juin 1992                                        | Pays de Galles Swansea CEI Moscou                                | 6-35 28-8                                                        | Test-match Test-match                                            | Arrière Arrière                                                  | -                                                                | -                                                                | -                                                                | -                                                                |                                                                  |                                                                  |